# An Đạt
An Đạt (chữ Hán giản thể: 安达市, âm Hán Việt: An Đạt thị) là một thành phố cấp huyện thuộc địa cấp thị Tuy Hóa, tỉnh Hắc Long Giang, Cộng hòa Nhân dân Trung Hoa. Thành phố An Đạt có diện tích 3586 km², dân số 510.000 người, trong đó có 220.000 người là thị dân. Mã số bưu chính của thành phố An Đạt là 151400, mã vùng điện thoại 0455. Chính quyền nhân dân thành phố An Đạt đóng tại trấn An Đạt. Thành phố này được chia thành 3 nhai đạo, 10 trấn, 4 hương. 
- Nhai đạo biện sự xứ: Tân Hưng, Thiết Tây, An Hồng.
- Trấn: An Đạt, Cát Tinh Cương, Trách Dân, Lão Hổ Cương, Trung Bản, Thái Bình Trang, Vạn Bảo Sơn, Dương Thảo, Xương Đức, Thăng Bình.
- Hương: Thanh Khẳng Bào, Hỏa Thạch Sơn, Ngoạ Lý Truân, Tiên Nguyên.